# San Diego State Aztecs

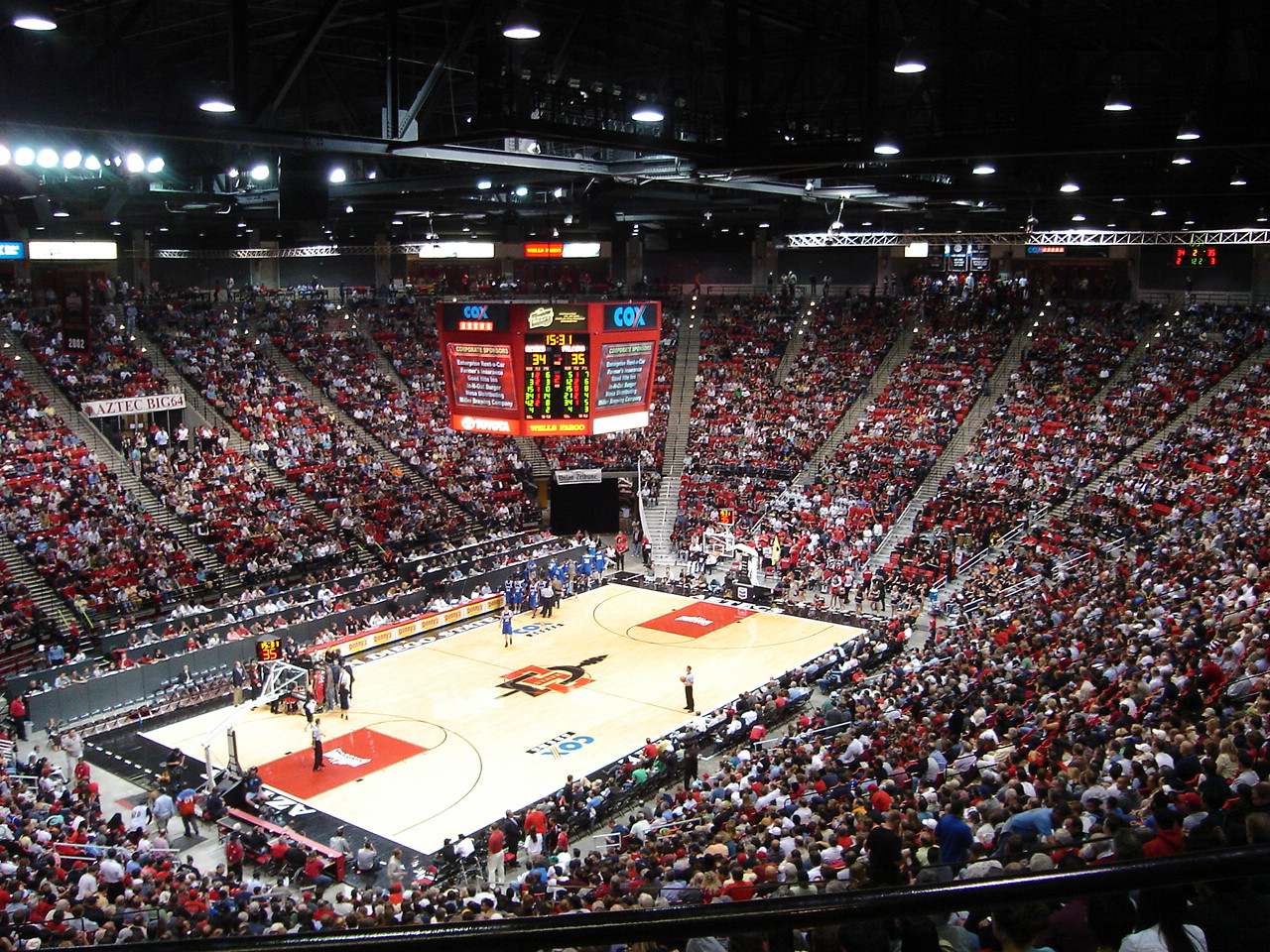
Viejas Arena

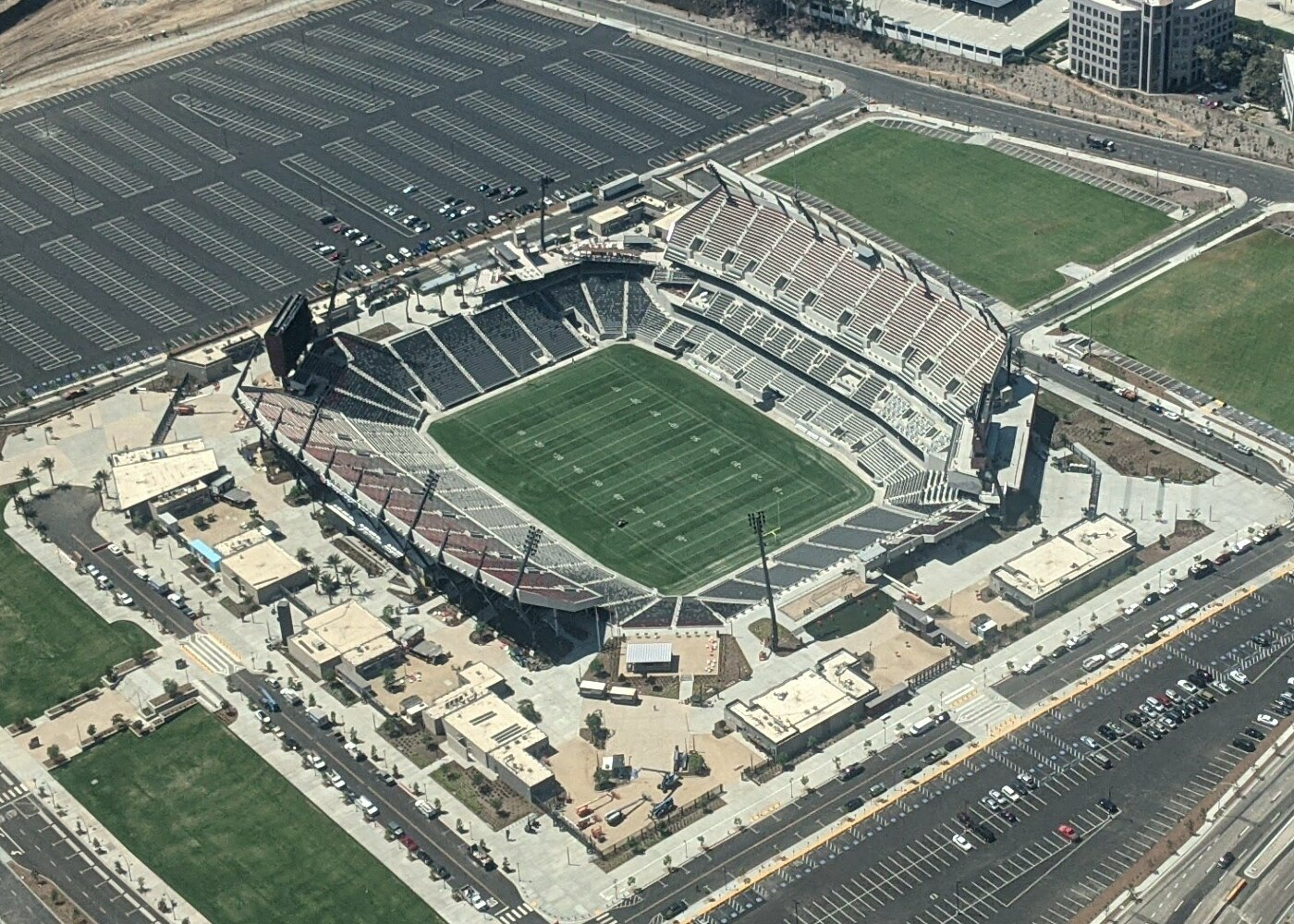
Snapdragon Stadium, estadio de fútbol americano.

San Diego State Aztecs (español: Aztecas de la Estatal de San Diego) es el equipo deportivo de la Universidad Estatal de San Diego. Los equipos de los Aztecs participan en las competiciones universitarias organizadas por la NCAA, y forma parte de la Mountain West Conference en todos los deportes excepto en fútbol masculino, deporte que compite en la Pacific-12 Conference.

## Deportes

### Fútbol americano
El equipo de fútbol americano de los Aztecs forma parte del nivel más alto del fútbol americano universitario, la "Football Bowl Subdivision" de la División I de la NCAA. Tradicionalmente, el equipo vestía sus uniformes completamente de negro y sus cascos de color rojo, y jugaba sus encuentros de noche, una tradición que comenzó durante los días en los que Don Coryell era el entrenador del conjunto, antes de que el estadio fuera abierto. 

### Baloncesto
Los Aztecs compiten en la División I de baloncesto masculino desde 1970. Fueron campeones de la PCAA en 1975/76, la WAC en 1984/85 y la Mountain West en 2001/02, 2006/06, 2009/10, 2010/11, 2017/18, 2020/21 y 2022/23. Llegaron a los octavos de final del campeonato nacional en 2006 y 2011, y perdieron en la final nacional ante UConn en 2023.
Pocos jugadores salidos de esta universidad han jugado en la NBA, cabe la excepción del ala-pívot Michael Cage, que logró ser All-Star y liderar la liga en rebotes con 13 por partido jugando en Los Angeles Clippers.
También el alero Kawhi Leonard, 2 veces campeón y MVP de las finales de la NBA con San Antonio Spurs y Toronto Raptors.

### Fútbol
En cuanto al fútbol, futbolistas de la talla de Eric Wynalda, Marcelo Balboa y Jimmy Conrad estudiaron en esta universidad. Los dos primeros fueron de los más destacados en el gran Mundial que realizó Estados Unidos como anfitrión en 1994.